# رقيب التدريب العسكري

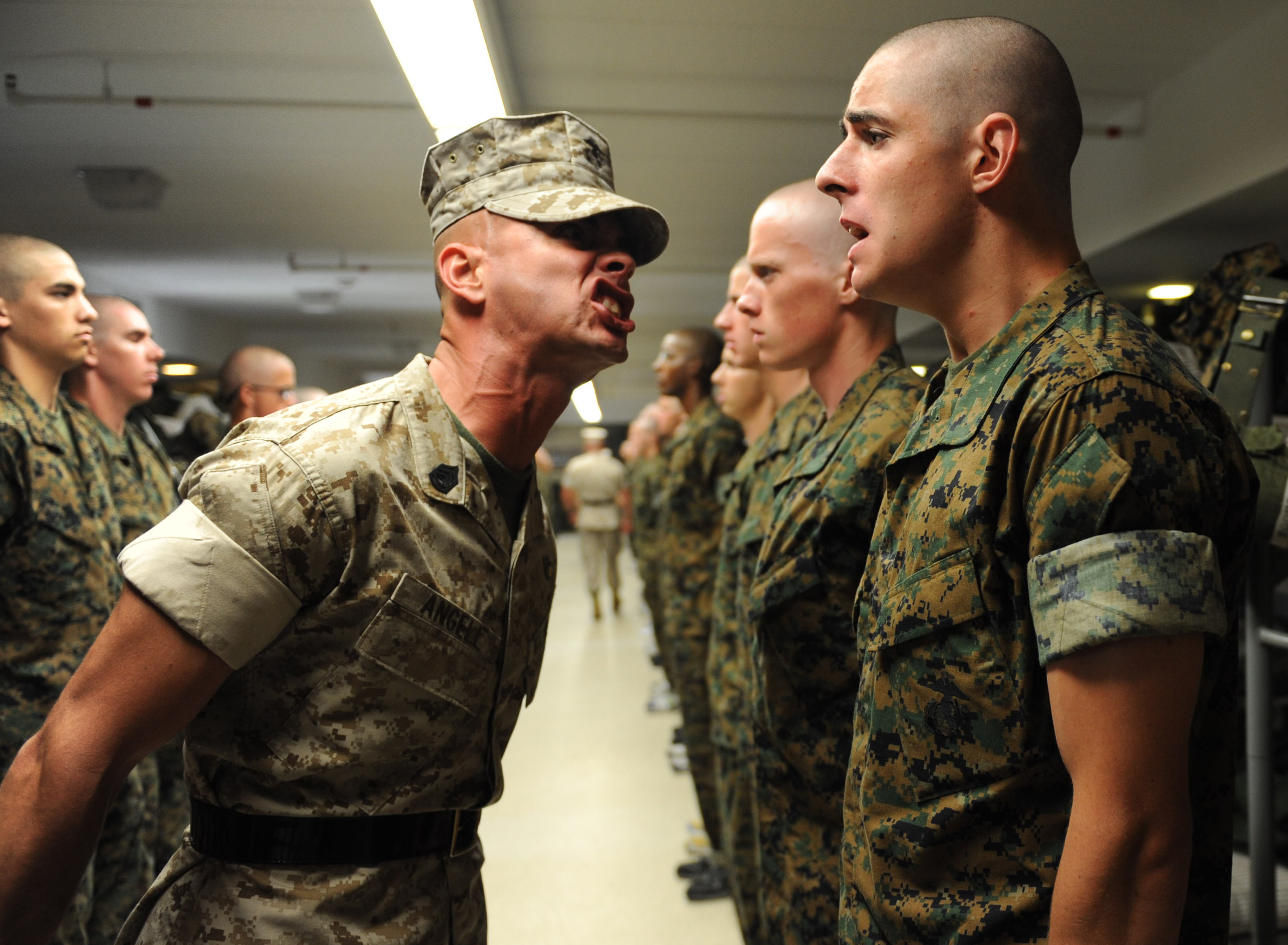
أحد رقباء التدريب العسكري في سلاح البحرية الأمريكية، وهو يقوم بتدريب أحد الجنود الجدد الملتحقين بالسلاح.

رقيب التدريب العسكري (بالإنجليزية: Drill sergeant)‏ أو (بالإنجليزية: Drill instructor)‏: هو ضابط صف برتبة رقيب، غالبًا ما يكون في الجيش، أو قوات الشرطة. يُناط برقيب التدريب مهام مثل تدريب المجندين الجدد الملتحقين بالجيش، أو الشرطة، كما يقوم بالمساعدة والإرشاد في التدريب على المهام القتالية الأساسية للجنود مثل الرماية، والاقتحام. كما يطور لدى المجندين الإنضباط، واللياقة البدنية اللازمة، والنظافة الشخصية، والإسعافات الأولية. على الأغلب، يقوم رقيب التدريب بمهامه لفصيلة تتكون من 60 مجندًا، ويتم إنهاء دورات التدريب بعد إنهاء 10-12 شهرًا من التدريب المكثف.